# Erreur off-by-one
Pour les articles homonymes, voir Oboe.
En informatique, une erreur de type off-by-one (OBOE, « erreur de décalage unitaire ») est une erreur logique (en) impliquant l'équivalent discret d'un problème aux limites. Elle apparaît régulièrement en programmation lorsqu'une boucle s'itère trop ou trop peu. Ainsi, l'erreur peut émerger lorsqu'un programmeur fait des erreurs telles que d'utiliser la commande « plus petit que ou égal à » à un endroit où il aurait plutôt dû utiliser « plus petit que ». L'erreur peut également se produire lorsqu'il oublie qu'une série débute à zéro plutôt qu'à 1.

## Sécurité informatique
Une erreur off-by-one typique dans le domaine de la sécurité informatique est causée par la mauvaise gestion de la routine strncat. Une méconnaissance répandue de strncat est que la guaranteed null termination ne s'écrira pas au-delà de la longueur maximale. En fait, la commande va écrire un caractère nul un octet au-delà de la longueur maximale spécifiée.

### Exemple d'erreuroff-by-oneavec strncat
```
void
 
foo
 
(
char
 
*
s
)

{

    
char
 
buf
[
15
];

    
memset
(
buf
,
 
0
,
 
sizeof
(
buf
));

    
strncat
(
buf
,
 
s
,
 
sizeof
(
buf
));
 
// Le paramètre final devrait être : sizeof(buf)-1

    
return
;

}

```

## Exemple en mathématique
La formule de la série géométrique s'écrit
Une erreur de type "off-by-one" serait d'écrire
parce que cette dernière série commence par le terme {\displaystyle n=1}.